# Steven Gould
Pour les articles homonymes, voir Gould.
Œuvres principales
- Jumper

Steven Charles Gould, né le 7 février 1955, est un auteur de science-fiction américain. Ses nouvelles tendent à inclure des protagonistes se battant contre la corruption au sein des gouvernements. Steven Gould est marié à l'auteure de science-fiction Laura J. Mixon.
En 2008, son livre Jumper a été adapté au cinéma : le film Jumper a été réalisé par Doug Liman pour la 20th Century Fox avec Hayden Christensen, Rachel Bilson, Samuel L. Jackson, Jamie Bell, ...

## Œuvres

### SérieJumper
1. Jumper, 2009 ((en) Jumper, 1992)Téléportation
2. Reflex, 2009 ((en) Reflex, 2004)Suite de Jumper
3. (en) Impulse, 2013
4. (en) Exo, 2014

- Les Carnets de Griffin, 2010 ((en) Jumper: Griffin's Story, 2007)L'histoire d'un des personnages de Jumper, le film

### Romans indépendants
- (en) Wildside, 1996Dimensions alternatives, l'histoire se déroule au Texas : un groupe de jeunes étudiants découvre un passage vers une autre réalité. Un monde qui n'a pas été influencé par les humains
- (en) Greenwar, 1997Écrit avec Laura J. Mixon. Traite de la problématique environnementale
- (en) Helm, 1998Contrôle de l'esprit
- (en) Blind Waves, 2000Fonte des glaces, problème de réfugiés
- (en) 7th Sigma, 2011

### Nouvelles
- (en) The Touch of Their Eyes, 1980
- (en) Wind Instrument, 1981
- (en) Gift of Fire, 1981
- (en) Rory, 1984
- (en) Mental Blocks, 1985
- (en) The No License Needed, Fun to Drive, Built Easily with Ordinary Tools, Revolutionary, Guaranteed, Lawnmower Engine Powered, Low Cost, Compact, and Dependable Mail Order Device, 1986
- (en) Poppa Was a Catcher, 1987
- (en) Peaches for Mad Molly, 1988
- (en) Simulation Six, 1990
- (en) The Session, 1995
- (en) Shade, 2008

### Essais
- (en) Introduction, 1994